# Castell de Cambrils
El castell de Cambrils és un castell termenat del municipi d'Odèn (Solsonès) declarat bé cultural d'interès nacional.

## Situació
El castell està situat al nord-oest del terme municipal, damunt un turó de la serralada del Bartoló Vell, una cresta calcària que s'aixeca a la dreta del riu Fred, per damunt del Salí de Cambrils. Dominava el poble de Cambrils i el camí tradicional de Cambrils a Oliana.
S'hi va des de la carretera L-401 (de Pont d'Espia a Coll de Jou): al punt quilomètric 19,6 (42° 08′ 22″ N, 1° 23′ 25″ E / 42.139502°N,1.390330°E), davant les primeres cases de Cambrils, surt la carretera asfaltada que porta a Solsona per Serra Seca (ben senyalitzada). Prendre aquesta carretera i al cap d'1,7 km, passada la rectoria i l'església parroquial de Sant Martí, sota mateix de la carena del castell, es troba un espai per aparcar i un caminet senyalitzat i ben arranjat per pujar-hi.

## Descripció

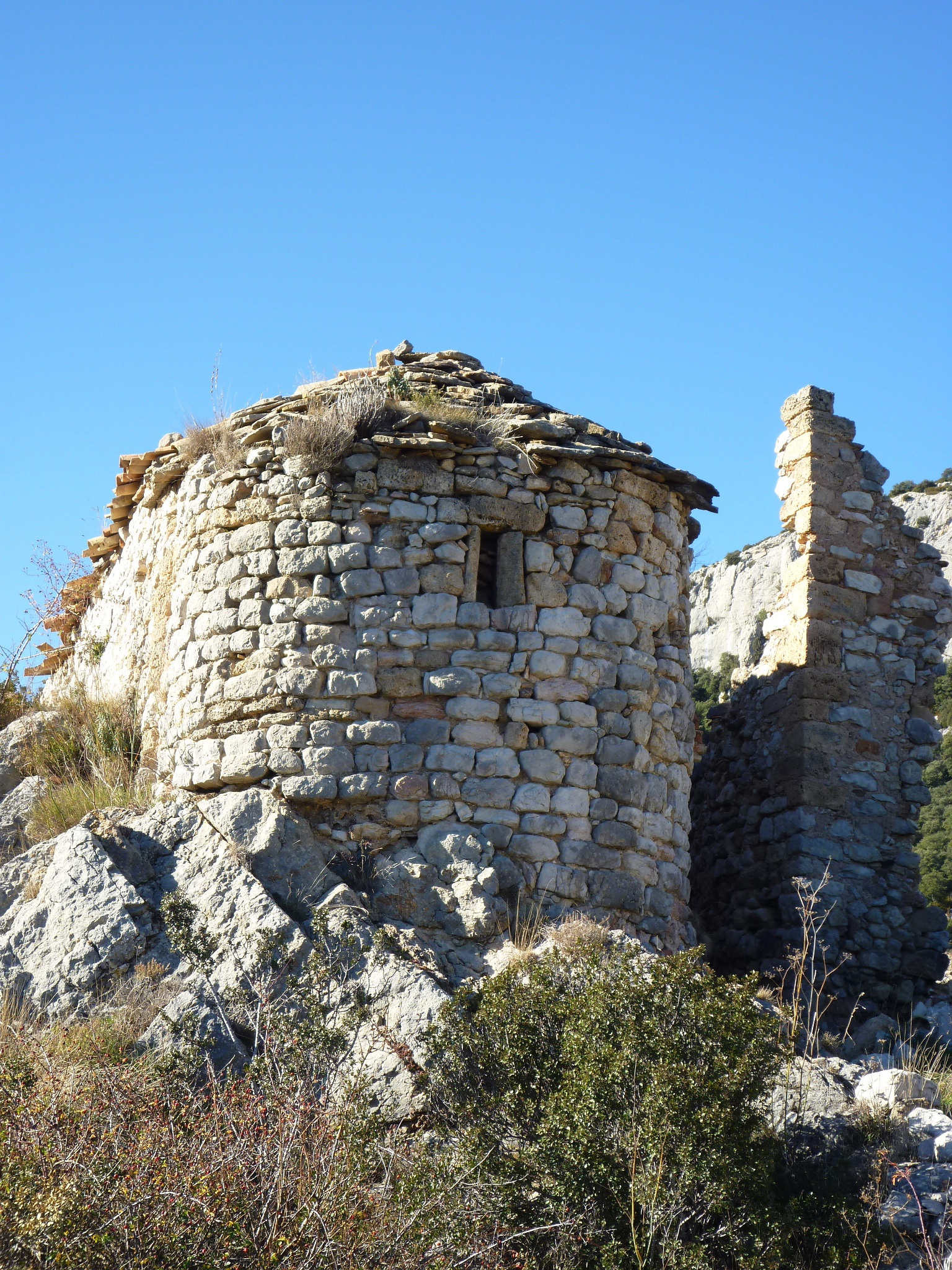
Capella de la Mare de Déu del Remei del castell

Obra originalment romànica, avui es troba en runes, i les restes visibles mostren que l'obra original fou molt reformada posteriorment
Hi ha constància documental que durant una època fou un domini dels templers. Al primer terç del segle xi formava part dels dominis del bisbe d'Urgell, situació en què va romandre fins al 1159, quan va passar als dominis del comte Ermengol VII d'Urgell.
El 1375, el castell de Cambrils es comptava entre els dominis del Vescomtat de Cardona, en el moment de la creació dels vescomtats per part del rei Pere II: Els Cardona van mantenir en el seu poder la baronia de Cambrils, que s'esmenta entre els anys 1512-1831. L'any 1613, el castell de Cambrils era un dels llocs en els quals el vescomte tenia sota plena jurisdicció civil i criminal i era part integrant de la batllia de Solsona.